# Boucle de l'Artois 2013
La 24e édition de la Boucle de l'Artois a eu lieu du 30 au 31 mars 2013. La course fait partie du calendrier UCI Europe Tour 2013 en catégorie 2.2.
Le Suédois Fredrik Ludvigsson (People4you-Unaas), vainqueur du contre-la-montre, remporte cette édition devant le Néerlandais Berden de Vries (Jo Piels) et le Danois André Steensen (Cult Energy).
Ludvigsson s'empare également du classement par points, le Norvégien Fredrik Strand Galta (Øster Hus-Ridley) celui des sprints et le Belge Louis Verhelst (Etixx-iHNed) celui de la montagne. La formation tchèque Etixx-iHNed de dernier termine meilleure équipe.

## Présentation

### Équipes
| Nom de l'équipe           | Pays        | Code |
| ------------------------- | ----------- | ---- |
| Atlas Personal-Jakroo     | Suisse      | ARH  |
| Blue Water                | Danemark    | BWC  |
| Colba-Supernao Ham        | Belgique    | CMD  |
| Cult Energy               | Danemark    | GLU  |
| Designa Køkken-Knudsgaard | Danemark    | DKK  |
| Differdange-Losch         | Luxembourg  | CCD  |
| Doltcini-Flanders         | Belgique    | DOL  |
| Etixx-iHNed               | Tchéquie    | ETI  |
| Jo Piels                  | Pays-Bas    | CJP  |
| Nippo-De Rosa             | Japon       | PPO  |
| Øster Hus-Ridley          | Norvège     | OHR  |
| Rapha Condor JLT          | Royaume-Uni | RCJ  |
| Ringeriks-Kraft Look      | Norvège     | KRA  |
| People4you-Unaas          | Suède       | PPY  |
| Thüringer Energie         | Allemagne   | TET  |

| Nom de l'équipe             | Pays      | Code  |
| --------------------------- | --------- | ----- |
| CC Nogent-sur-Oise          | France    | CCNO  |
| CC Villeneuve Saint-Germain | France    | CCVSG |
| EC Raismes Petite-Forêt     | France    | ECR   |
| EFC-Omega Pharma-Quick Step | Belgique  | EFC   |
| ESEG Douai                  | France    | ESEG  |
| HED-RRG Porz-Staps          | Allemagne | STA   |
| Lotto-Belisol U23           | Belgique  | LOT   |
| VC Rouen 76                 | France    | VCR   |

## Étapes
| Étape     | Date    | Villes étapes                   |  | Distance (km) | Vainqueur d’étape   | Leader du classement général |
| --------- | ------- | ------------------------------- |  | ------------- | ------------------- | ---------------------------- |
| 1re étape | 30 mars | Saint-Pol-sur-Ternoise - Hesdin |  | 178           | Louis Verhelst      | Louis Verhelst               |
| 2e étape  | 31 mars | Croisilles - Arras              |  | 23,5          | Fredrik Ludvigsson  | Fredrik Ludvigsson           |
| 3e étape  | 31 mars | Parc d'Ohlain - Mont-Saint-Éloi |  | 132,5         | Leonardo Pinizzotto | Fredrik Ludvigsson           |

## Classements finals

### Classement général
|    | Cycliste             | Pays             | Équipe             |    | Temps           |
| -- | -------------------- | ---------------- | ------------------ | -- | --------------- |
| 1  | Fredrik Ludvigsson   | Suède            | People4you-Unaas   | en | 8 h 20 min 45 s |
| 2  | Berden de Vries      | Pays-Bas         | Jo Piels           | +  | 26 s            |
| 3  | André Steensen       | Danemark         | Cult Energy        |    | 54 s            |
| 4  | Łukasz Wiśniowski    | Pologne          | Etixx-iHNed        |    | 1 min 17 s      |
| 5  | Clément Lhotellerie  | France           | Colba-Superano Ham |    | 1 min 21 s      |
| 6  | Alex Frame           | Nouvelle-Zélande | Thüringer Energie  |    | 1 min 34 s      |
| 7  | Sjors Roosen         | Pays-Bas         | Jo Piels           |    | 1 min 38 s      |
| 8  | Johan Coenen         | Belgique         | Differdange-Losch  |    | 1 min 43 s      |
| 9  | Florian Sénéchal     | France           | Etixx-iHNed        |    | 1 min 45 s      |
| 10 | Fredrik Strand Galta | Norvège          | Øster Hus-Ridley   |    | 1 min 55 s      |

### Classements annexes
|   | Cycliste           | Équipe           | Points |
| - | ------------------ | ---------------- | ------ |
| 1 | Fredrik Ludvigsson | People4you-Unaas | 37     |
| 2 | Berden de Vries    | Jo Piels         | 31     |
| 3 | Alberto Cecchin    | Nippo-De Rosa    | 26     |

|   | Cycliste              | Équipe            | Points |
| - | --------------------- | ----------------- | ------ |
| 1 | Louis Verhelst        | Etixx-iHNed       | 18     |
| 2 | Bram de Kort          | Jo Piels          | 12     |
| 3 | Maximilian Schachmann | Thüringer Energie | 8      |

|   | Cycliste             | Équipe                      | Points |
| - | -------------------- | --------------------------- | ------ |
| 1 | Fredrik Strand Galta | Øster Hus-Ridley            | 4      |
| 2 | Nicolas Pelleriaux   | EC Raismes Petite-Forêt     | 4      |
| 3 | Llewellyn Kinch      | CC Villeneuve Saint-Germain | 4      |

|   | Équipe            | Pays       |    | Temps            |
| - | ----------------- | ---------- | -- | ---------------- |
| 1 | Etixx-iHNed       | Tchéquie   | en | 10 h 27 min 51 s |
| 2 | Thüringer Energie | Allemagne  | +  | 1 s              |
| 3 | Differdange-Losch | Luxembourg |    | 8 s              |